# Pajzos-tető
Pajzos-tető är en kulle i Ungern.   Den ligger i provinsen Borsod-Abaúj-Zemplén, i den nordöstra delen av landet, 200 km öster om huvudstaden Budapest. Toppen på Pajzos-tető är 169 meter över havet.
Terrängen runt Pajzos-tető är platt åt sydost, men åt nordväst är den kuperad. Runt Pajzos-tető är det ganska tätbefolkat, med 72 invånare per kvadratkilometer. Närmaste större samhälle är Sárospatak, 8,1 km nordost om Pajzos-tető. Trakten runt Pajzos-tető består till största delen av jordbruksmark.